# Imling
Imling település Franciaországban, Moselle megyében. Lakosainak száma 702 fő (2022. január 1.). Imling Bébing, Hesse, Sarrebourg és Xouaxange községekkel határos.

## Népesség
A település népességének változása:
| Lakosok száma | 542  | 718  | 716  | 682  | 678  | 703  | 724  | 734  | 737  | 702  |
|               | 1968 | 1982 | 1990 | 2006 | 2013 | 2015 | 2017 | 2019 | 2020 | 2022 |